# Campionati mondiali di sollevamento pesi 1955
I Campionati mondiali di sollevamento pesi 1955, 32ª edizione della manifestazione, si svolsero a Monaco di Baviera dal 12 al 16 ottobre 1955, e furono considerati validi anche come 37° campionati europei di sollevamento pesi.

## Titoli in palio
| Categoria            | Eventi         | Atleti |
| -------------------- | -------------- | ------ |
| Pesi gallo           | Fino a 56 kg   | 18     |
| Pesi piuma           | Fino a 60 kg   | 8      |
| Pesi leggeri         | Fino a 67.5 kg | 20     |
| Pesi medi            | Fino a 75 kg   | 15     |
| Pesi massimi leggeri | Fino a 82.5 kg | 19     |
| Pesi mediomassimi    | Fino a 90 kg   | 18     |
| Pesi massimi         | Oltre i 90 kg  | 10     |

## Nazioni partecipanti
Ai campionati parteciparono 108 atleti rappresentanti di 25 nazioni. Sette di queste entrarono nel medagliere. Tra parentesi i partecipanti per nazione.
- Antille Olandesi (3)
- Austria (7)
- Belgio (1)
- Birmania (1)
- Brasile (3)
- Bulgaria (5)
- Canada (1)
- Cecoslovacchia (6)
- Corea del Sud (4)
- Danimarca (3)
- Egitto (4)
- Finlandia (4)
- Francia (7)
- Germania Ovest (7)
- India (1)
- Iran (6)
- Italia (6)
- Jugoslavia (3)
- Polonia (7)
- Regno Unito (5)
- Stati Uniti (7)
- Svezia (7)
- Svizzera (3)
- Ungheria (3)
- Unione Sovietica (7)

## Risultati
| Evento      | Oro               | Oro   | Argento            | Argento | Bronzo            | Bronzo |
| ----------- | ----------------- | ----- | ------------------ | ------- | ----------------- | ------ |
| 56 kg       | Vladimir Stogov   | 335,0 | Charles Vinci      | 317,5   | Mahmoud Namdjou   | 312,5  |
| 60 kg       | Rafaėl' Čimiškjan | 350,0 | Ivan Udodov        | 345,0   | Kamal Mahgoub     | 327,5  |
| 67,5 kg     | Nikolaj Kostylev  | 382,5 | Khalifa Said Gouda | 365,0   | Nil Tun Maung     | 355,0  |
| 75 kg       | Peter George      | 405,0 | Fëdor Bogdanovskij | 405,0   | Ingemar Franzén   | 372,5  |
| 82.5 kg     | Tommy Kono        | 435,0 | Vasilij Stepanov   | 425,0   | James George      | 402,5  |
| 90 kg       | Arkadij Vorob'ëv  | 455,0 | Clyde Emrich       | 427,5   | Hassan Rahnavardi | 425,0  |
| Oltre 90 kg | Paul Anderson     | 512,5 | James Bradford     | 475,0   | Eino Mäkinen      | 425,0  |

## Medagliere
| Posiz. | Nazione          | Oro | Argento | Bronzo | Totale |
| ------ | ---------------- | --- | ------- | ------ | ------ |
| 1      | Unione Sovietica | 4   | 3       | 0      | 7      |
| 2      | Stati Uniti      | 3   | 3       | 1      | 7      |
| 3      | Egitto           | 0   | 1       | 1      | 2      |
| 4      | Iran             | 0   | 0       | 2      | 2      |
| 5      | Birmania         | 0   | 0       | 1      | 1      |
| 5      | Finlandia        | 0   | 0       | 1      | 1      |
| 5      | Svezia           | 0   | 0       | 1      | 1      |
| Totale | Totale           | 7   | 7       | 7      | 21     |

## Classifica a squadre
Il sistema di punteggio è basato sui punti distribuiti per l'esercizio totale in base allo schema adottato nel 1948:
| Pos. | Squadra          | Punti |
| ---- | ---------------- | ----- |
| 1    | Unione Sovietica | 29    |
| 2    | Stati Uniti      | 25    |
| 3    | Egitto           | 4     |
| 4    | Iran             | 2     |
| 5    | Birmania         | 1     |
| 6    | Finlandia        | 1     |
| 7    | Svezia           | 1     |